# Арнольд Любекский
Арнольд Любекский (нем. Arnold von Lübeck, ум. 27 июня 1211 — 1214) — аббат бенедиктинского монастыря Св. Иоанна в Любеке, автор продолжения (1171—1209) «Славянской хроники» Гельмольда из Босау.

## Биография
Точно неизвестно, где и когда родился Арнольд. Своё образование он получил, вероятно, в одном из саксонских бенедиктинских монастырей, возможно, Святого Михаила в Хильдесхейме или Святого Эгидия в Брауншвейге. Во всяком случае, именно в последнем к началу 1170-х годов он проживал, а многочисленные упоминания римских авторов в его хронике свидетельствуют о незаурядной эрудиции.
Возможно, в 1172 году Арнольд сопровождал герцога Саксонии и Баварии Генриха Льва во время его паломничества в Иерусалим. Через несколько лет Арнольд был назначен первым аббатом монастыря Св. Иоанна, основанного в 1177 году Генрихом Львом в Любеке. Высокое общественное положение и дружба с любекским епископом Генрихом содействовали хорошему знакомству Арнольда с событиями в северной Германии и соседней Дании.
Умер Арнольд между 1211 и 1214 годами, точно известен лишь месяц и день его смерти — 27 июня.

## Хроника
Замыслив свой труд как продолжение хроники Гельмольда, Арнольд начинает изложение событий 1171 годом и доводит его до 1209 года. По содержанию его хроника, состоящая из семи книг, значительно отличается от сочинения предшественника. Прежде всего Арнольда интересует история северной Германии, в связи с чем в его труде содержатся сведения о балтийских славянах и, прежде всего, о соседних ваграх. Хрониста интересуют также походы крестоносцев, прежде всего Третий и Четвёртый крестовые походы. Особое место в его сочинении занимает фигура Генриха Льва, деяниям которого почти полностью посвящены книги I, II и V-я. Описываются его столкновения и поражения в борьбе с императором Фридрихом Барбароссой. Также сообщается о конфликте между Филиппом Швабским и Оттоном IV из-за германской короны в 1198 году. При этом, открыто Арнольд не становится ни на одну из сторон, колеблясь между интересами своего покровителя, саксонского и баварского герцога, и авторитетом верховной власти императора, освященной церковью.
В качестве источников Арнольд опирался, в основном, на доступные ему документы, письма и устные сообщения, которые он получил от любекского епископа Генриха и канцлера Конрада Кверфуртского. Вряд ли он использовал современные ему или более ранние исторические сочинения. В его труде немного хронологических указаний: даже рассказ о паломничестве Генриха Льва у него не датирован, и год устанавливается по другим источникам.
Как историк Арнольд стремился к подробному и достоверному изложению событий: на это указывает значительная точность приводимых им географических данных. В его сочинении встречаются отдельные ошибки, обусловленные использованием устных сообщений и различных слухов.
Между 1210 и 1213 годами переложил также на латынь поэму миннезингера Гартмана фон Ауэ «Григорий Столпник» (нем. Gregorius von Steine, 1210).

## Переводы на русский язык
- Арнольд Любекский. Славянская хроника фрагменты «Хроники» в переводе М. Б. Свердлова на сайте «Восточная литература».
- Арнольд Любекский. Славянская хроника / Пер. И. В. Дьяконова // Адам Бременский, Гельмольд из Босау, Арнольд Любекский. Славянские хроники. — М.: SPSL; Русская панорама, 2011. — (MEDIÆVALIA: средневековые литературные памятники и источники). — С. 305-488. — ISBN 978-5-93165-201-6.